# TRAVeSIM
TRAVeSIM（トラベシム）は、海外旅行者向けに提供されるプリペイド型eSIMサービスである。
日本に本社を置くa2networkグループのタイ拠点BerryMobileによって運営されている。

## 概要
2021年8月にMVP（Minimum Viable Product）として前身サービスである「ベリーeSIM」が開始された。2022年11月には、よりグローバル市場を意識したブランディングの一環として、サービス名を「TRAVeSIM」へと刷新し、併せてeSIMプロファイルのQRコード発行プロセスの自動化などの機能拡充が行われた。
なお、「ベリーeSIM」ブランドは、現在はa2network社にブランド譲渡され、旅行代理店や航空会社向けにアライアンスベースで展開されている。

### 特徴
TRAVeSIMは、スマートフォンにeSIMプロファイルをインストールすることで、世界150か国以上で高速モバイルデータ通信を利用できる仕組みを提供している。
WebアプリケーションからeSIMの購入・インストール・利用管理までを一貫して行うことが可能である。
利用者アンケートにおいては、94%の利用者が「家族や知人にTRAVeSIMを勧めたい」と回答、96%が「次回の旅行でも利用したい」と回答しており、日本市場にて高い顧客満足度を維持している点も特筆すべき特徴である。
メディアにも紹介実績があり、TOKYO MXの情報バラエティ番組「ええじゃないか！！」への出演、毎日新聞、トラベルWatch、日経COMPASS等で取り上げられている。